# Charles Perrot
Charles Perrot, (16 de febrero de 1929 - 11 de noviembre de 2013) fue un sacerdote  francés, profesor honorario del Instituto Católico de París, biblista reconocido mundialmente y especialista en judaísmo contemporáneo de Jesús.

## Contribuciones
C. Perrot es el autor de Jésus et l'histoire (Desclée de Brouwer, 1993) que se ha convertido en un libro de referencia sobre la cuestión histórica sobre Jesús y los primeros judeocristianos. En 1953 fue Sacerdote para la diócesis de Moulins en Allier, en donde se desempeñó como tal para luego retirarse con la función de decano de la catedral.

## Obras notables
- Jésus et l'histoire. París: Desclée de Brouwer. 1979.
- «L'Épître aux Romains». Cahiers Évangile (Éditions du Cerf, París). Septiembre de 1988.
- Charles Perrot; Jean-Louis Souletie; Xavier Thevenot (1995). «Les miracles tout simplement, avec Souletie». Revue des Sciences Religieuses (Les Éditions de l'Atelier, París). Vol. 70 (3): 421-422.
- Jésus, Christ et Seigneur des premiers chrétiens. París: Desclée de Brouwer. 1997.
- Après Jésus. Le ministère chez les premiers chrétiens. París: Les Éditions de l'Atelier. 2000.
- Le retour du Christ, co-auteur avec Armand Abécassis, Pierre-Jean Labarrière, Bernard Sesboüé, Jean Séguy, Bruxelles, Publications des Facultés universitaires Saint-Louis, 2002, 191 p. (ISBN 978-2802800323).
- Jésus, PUF, coll. «Que sais-je?», 2007
- La Lecture de la Bible dans la synagogue: les anciennes lectures palestiniennes du Shabbat et des fête, Verlag Dr. H. A. Gerstenberg, 1973.